# بهرامی سرخسی
ابوالحسن علی بهرامی سرخسی شاعر سرشناس و عالم سرخسی قرن چهارم هجری دربار غزنویان بوده‌است.

## تاریخچه
امین احمد رازی در تذکرهٔ هفت اقلیم، وی را معاصر با ناصرالدین سبکتگین (مرگ: ۳۸۷ ق) می‌داند. او علاوه بر شاعری در دانش‌های ادبی نیز ماهر بود. در علم ادب دو کتاب به نام‌های غایة العروضین و کنز القافیه به او منسوب شده‌اند. علی بهرامی در علم، شعر و معرفت مهارت زیاد داشته‌است و کتاب خجسته‌نامهاش در علم عروض بی‌نظیر است.

## شعر
از شعرهایی که از او بر جا مانده روشن است که تحت تأثیر شاعران دورهٔ سامانی بوده‌است. شعر زیر از اوست:
| ما هر دو بتا گل دورنگیم |  | بنگر به چه خواهمت صفت کرد |
| یک نیمهٔ آن تویی به سرخی |  | وین نیم دگر منم چنین زرد  |